# 中国人民解放军火箭军装备部
中国人民解放军火箭军装备部，位于北京市，是中国人民解放军火箭军机关职能部门，负责中国人民解放军火箭军装备工作。

## 沿革
1966年7月，中国人民解放军第二炮兵部队正式成立。机关设中国人民解放军第二炮兵司令部、中国人民解放军第二炮兵政治部、中国人民解放军第二炮兵后勤部。1975年12月增设中国人民解放军第二炮兵科技部。1983年6月，中央军委作出了在海军、空军和第二炮兵成立技术装备部的决定。第二炮兵科技部改称中国人民解放军第二炮兵技术装备部。1992年左右，改称中国人民解放军第二炮兵装备技术部。1998年改设中国人民解放军第二炮兵装备部。
2015年12月，在深化国防和军队改革中，成立中国人民解放军火箭军。中国人民解放军火箭军设中国人民解放军火箭军装备部。

## 机构设置
- 综合计划局[7]
- 科研订购局[8]
- 试验监管局[9]
- 信息系统局

……
火箭军军事代表局
- 火箭军驻北京地区军事代表局[11]
- 火箭军驻沈阳地区军事代表局[12]
- 火箭军驻重庆地区军事代表局[13]
- 火箭军驻上海地区军事代表局[14]
  - 驻上海地区军事代表室[15]
- 火箭军驻西安地区军事代表局[16]

## 历任领导

### 中国人民解放军第二炮兵部队
中国人民解放军第二炮兵科技部
| 部长 1. 刘始明（1975年12月—1978年，第二炮兵部队副参谋长主管科技部工作） 2. 郑惕（1978年—1982年11月，第二炮兵部队副参谋长兼） 副部长 - 罗映清（？—？） - 袁剑（？—？） | 政治委员 1. 弟居仁（？—？） |

中国人民解放军第二炮兵技术装备部
| 部长 1. 杨桓（1983年7月—1985年7月） 2. 安振山（1985年—1992年） 副部长 - 尹鸿勤（1983年7月—1985年6月） - 赵云龙（？—？） - 粟前明（？—？） - 张永昌 少将（？—？） - 张翔 少将（？—1992年） | 政治委员 1. 郁正观（？—？） 副政治委员 - 李夫杰（？—？） |

中国人民解放军第二炮兵装备技术部
| 部长 1. 黄次胜 少将（1992年8月—1996年11月） 2. 张瑞 少将（1996年11月—1998年11月） 副部长 - 张翔 少将（1992年—1993年7月） - 张瑞 少将（1993年12月—1996年11月） - 杨东胜 少将（？—1998年11月） - 杨凤龙 少将（？—1998年11月） | 政治委员 1. 李贤勋 少将（？—？） 总工程师 - 崔儒勇 少将（？—？） |

中国人民解放军第二炮兵装备部
| 部长 1. 张瑞 少将（1998年11月—2001年7月） 2. 杨东胜 少将（2001年7月—2006年12月） 3. 张启华 少将（2006年12月—2012年） 4. 张军祥 少将（2012年—2014年12月） 5. 莫俊鹏 少将（2015年3月—12月） | 政治委员 1. 薛爱民 少将（1998年11月—2000年12月） 2. 郭晋才 少将（2000年12月—2003年7月） 3. 李同茂 少将（2003年7月—2005年10月） - 杨平义（2004年12月—2005年1月，代理） 4. 李广琪 少将（2005年1月—2006年） 5. 杨国谦 少将（2008年—2014年） 6. 牛炳祥 少将（2014年—2014年12月） 7. 马力 少将（2014年12月—2015年12月） |

| 副部长 - 杨东胜 少将（1998年11月—2001年7月） - 杨凤龙 少将（？—？） - 杨东胜 少将（？—？） - 路士田 少将（1999年—2005年） - 李波 少将（2005年—？） - 田克 少将（？—？） - 穆若志 少将（？—？） - 崔振堂 少将（？—？） - 莫俊鹏 少将（？—2012年6月） - 何玉彬 少将（2009年—？） - 干敏 少将（2012年6月—2015年） - 许少华 少将（？—2015年12月） - 刘伟 少将（？—2015年12月） | 总工程师 - 王丛武 专业技术少将（？—？） - 李成良 少将（？—？） - 田阜纪 少将（？—2012年） - 林水明 少将（2012年—？） - 何玉彬 少将（？—2015年12月） |

### 中国人民解放军火箭军
| 中国人民解放军火箭军装备部部长 1. 莫俊鹏 少将（2015年12月—） | 中国人民解放军火箭军装备部政治委员 1. 马力 少将（2015年12月—2016年5月） |

| 中国人民解放军火箭军装备部副部长 - 何玉彬（2016年—） - 刘伟（2015年12月—） | 中国人民解放军火箭军装备部总工程师 - 何玉彬（2015年12月—2016年） |